# LXQt
LXQt ist eine freie Desktop-Umgebung für Unix und andere POSIX-kompatible Plattformen, wie Linux oder BSD. 
LXQt ist das Ergebnis einer Vereinigung der Desktop-Umgebungen Razor-qt und LXDE-Qt, einer Portierung von LXDE auf das GUI-Toolkit Qt, und praktisch der gemeinsame Nachfolger beider ursprünglich separat entwickelten Umgebungen. Beispielsweise hat LXQt in Lubuntu ab der Version 18.10 LXDE abgelöst.

## Geschichte
Ende Juli 2011 wurde das GUI-Toolkit GTK+ 3 eingeführt, das zum Nachfolger von GTK+ 2 erklärt wurde, zugleich aber nicht abwärtskompatibel zu GTK+ 2 ist. Monatelang vorher war bereits auf die Einführung von GTK+ 3 hingearbeitet worden. Für den Chefentwickler des LXDE-Projekts, Hong Jen Yee, stellte sich damit die Frage, welches Toolkit das LXDE-Team in Zukunft verwenden wolle, da LXDE bis dahin auf dem Widget-Set GTK+ 2 basierte, welches fortan nicht mehr weiterentwickelt werden sollte. Yee stellte in einem Blog-Artikel fest, dass GTK+ 3 „speicherintensiver und langsamer“ als GTK+ 2 sei, was seinem Projekt-Konzept von einer „schlanken, ressourcenschonenden“ Desktop-Umgebung widersprach.
Er kündigte eine Qt-Version von LXDE an, deren Fertigstellung für Anfang Juli 2013 geplant war. Jerôme Leclanche, ein wichtiger Entwickler der Desktopumgebung Razor-qt, und Yee beschlossen, die Qt-Version von LXDE und Razor-qt zusammenzuführen. Der bisherige LXDE-Code, welcher auf GTK+ 2 basierte, solle parallel dazu noch eine Weile gewartet werden, so der Beschluss. Diese Aufgabe wurde an einen extra dafür ausersehenen Maintainer delegiert.
Im Mai 2014 erschien eine erste Version (0.7.0) des auf Qt basierenden LXDE, nun „LXQt“ genannt. Sie wurde in Zusammenarbeit mit dem Maui Project entwickelt. Neben dem Quelltext werden Pakete unter anderem für Debian, Fedora, openSUSE, Arch Linux und Ubuntu angeboten.
Version 0.8.0 brachte volle Kompatibilität mit Qt5. Dazu wurden neue Bibliotheken der KDE Frameworks integriert, um bisherige selbst programmierte Bibliotheken mit weniger Funktionen zu ersetzen. Das neue lxqt-admin enthält Admintools, beispielsweise zum Konfigurieren von Datum und Zeit sowie zum Verwalten von Benutzern und Gruppen. Der Bildschirm wird nun mit lxqt-config-monitor anstelle von lxqt-config-randr angepasst. Der Dateimanager PCManFM-Qt sowie das LXQt-Panel wurden verbessert. Neuere Versionen seit 0.9.0 nutzen ausschließlich Qt 5, das auch bei KDE 5.x verwendet wird.
Im Jahr 2021 wurde die auf Qt 5.15 LTS basierende Version 1.0.0 heraus. Die darauf aufbauende Reihe ging bis 1.4 und beinhaltete neben allgemeinen Verbesserungen Arbeit an den Portals für Flatpaks, Theme-Optionen, an allen Applikationen von LXQt sowie die Vorbereitung eines Wechsels auf Qt6.
Mit Version 2.0 am 15. April 2024 vollzog das Projekt den Wechsel auf Qt6 (genauer mindestens 6.6), wobei zur Unterstützung eines einheitlichen Themings weiterhin Qt5-Pakete mitgeliefert wurden. Nur QTerminal brauchte länger für den Umstieg. Wayland wurde erstmalig in der LXQt-Version vom 5. November 2024 unterstützt, wobei zunächst die Compositoren Labwc, KWin, Wayfire und Hyprland unterstützt wurden. X11 wird aber weiterhin unterstützt. Durch dieselbe Grundlage mit Qt im KDE-Projekt bot KWin die beste Wayland-Session unter LXQt an. Die Wayland-Fähigkeiten wurden mit Version 2.2 beispielsweise durch einen besseren Umgang mit Multi-Monitor-Situationen weiter ausgebaut und es können nun auch weitere Wayland-Compositoren wie Niri oder Sway benutzt werden. Eine dedizierte FAQ-Seite des Projekts listet Fähigkeiten, Probleme und Lösungen wie nicht-LXQt Pakete für eine Bildschirmsperre auf. Gleichzeitig wurde eine Unterstützung für Power Profiles der CPUs eingeführt.

## LXQt-Komponenten
Wie LXDE oder Xfce ist auch LXQt modular aufgebaut. Folgende Komponenten sind vorhanden:
- compton-conf – Konfiguration des Composite-Managers Compton
- lximage-qt – Bildbetrachter
- lxqt-about – Informationen zu LXQt
- lxqt-admin – Systemadministration
- lxqt-config – Einstellungen und Systemsteuerung
- lxqt-globalkeys – Tastenkürzel
- lxqt-l10n – Übersetzungen
- lxqt-notificationd – Desktop-Benachrichtigungen
- lxqt-openssh-askpass – Passwort-Agent für SSH
- lxqt-panel – Desktop-Panel
- lxqt-policykit – PolicyKit-Agent
- lxqt-powermanagement – Energieverwaltung
- lxqt-qtplugin – Qt-Integration
- lxqt-runner – Programmstarter
- lxqt-session – Session-Manager
- lxqt-sudo – Frontend für sudo/su
- lxqt-themes – Symbole und Designs
- obconf-qt – Openbox-Konfiguration
- pavucontrol-qt – Mixer für PulseAudio
- PCManFM-Qt – Dateimanager
- qps – Prozessmanager
- qterminal – Terminalemulator
- screengrab – Bildschirmfotoprogramm

## Fenstermanager
LXQt bringt selbst keinen Fenstermanager mit, sondern arbeitet mit anderen zusammen. Ist bereits ein Fenstermanager installiert, verwendet LXQt diesen automatisch. Über die Einstellungen lässt sich der Fenstermanager ändern. Anschließend ist eine erneute Anmeldung erforderlich, um ihn zu aktivieren. Empfohlen wird als X11-Fenstermanager Openbox, da dieser passend zum Desktop wenig Ressourcen benötigt.
Unter Wayland wird der Compositor Labwc empfohlen, der quasi eine Wayland-Übersetzung von Openbox ist. Alternativ werden KWin, Sway, Wayfire, Hyprland oder Niri unterstützt werden. Je nach Compositor sind noch weitere Pakete für eine komplette Session notwendig.

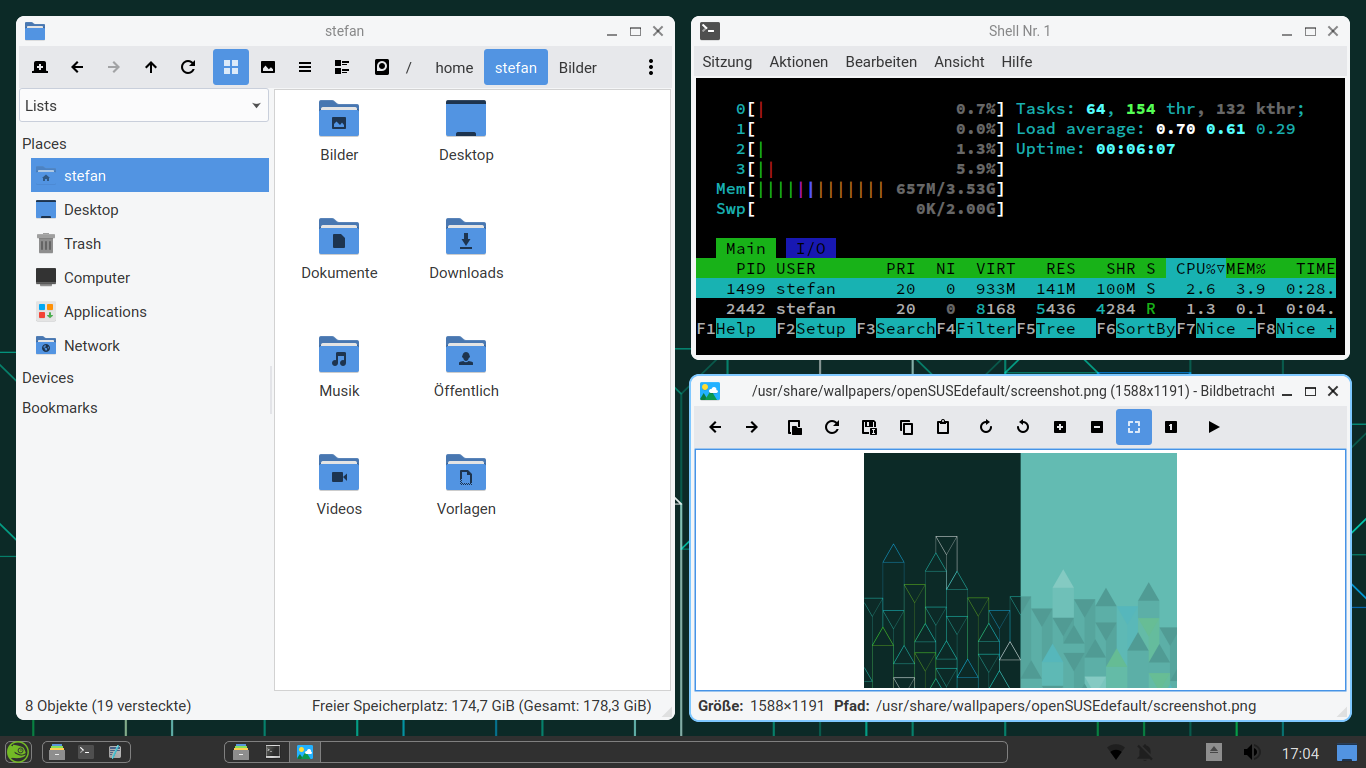
LXQt-Wayland-Session mit dem Wayland-Compositor Niri unter openSUSE Tumbleweed. Es laufen PCManFM-Qt, QTerminal mit htop und LXImage-Qt mit einem Wallpaper von openSUSE Tumbleweed. Als Theme sind gewählt Kvantum-Arc und Papirus Icon Theme.

## Systemanforderungen
LXQt benötigt etwas mehr Arbeitsspeicher (RAM) als der Vorgänger LXDE. Daher gilt auch hier: weniger als 512 MiB RAM sind nicht empfehlenswert, in der Praxis darf es auch gerne deutlich mehr sein. Damit liegen die Hardwareanforderungen in etwa auf dem Niveau von Xfce bzw. leicht darüber. So reiht sich LXQt wie MATE ins Mittelfeld ein, was die benötigten Systemressourcen betrifft.